# ازدواج عاشقانه (فیلم ۱۹۸۴)
ازدواج عاشقانه (به انگلیسی: Love Marriage) فیلمی هندی محصول سال ۱۹۸۴ و به کارگردانی مهول کومار است. در این فیلم بازیگرانی همچون آنیل کاپور، میناکشی سشادری، اوتپال دوت، محمود علی، آسرانی، آریونا ایرانی و ساتین کاپو ایفای نقش کرده‌اند.